# Eschatologia chrześcijańska

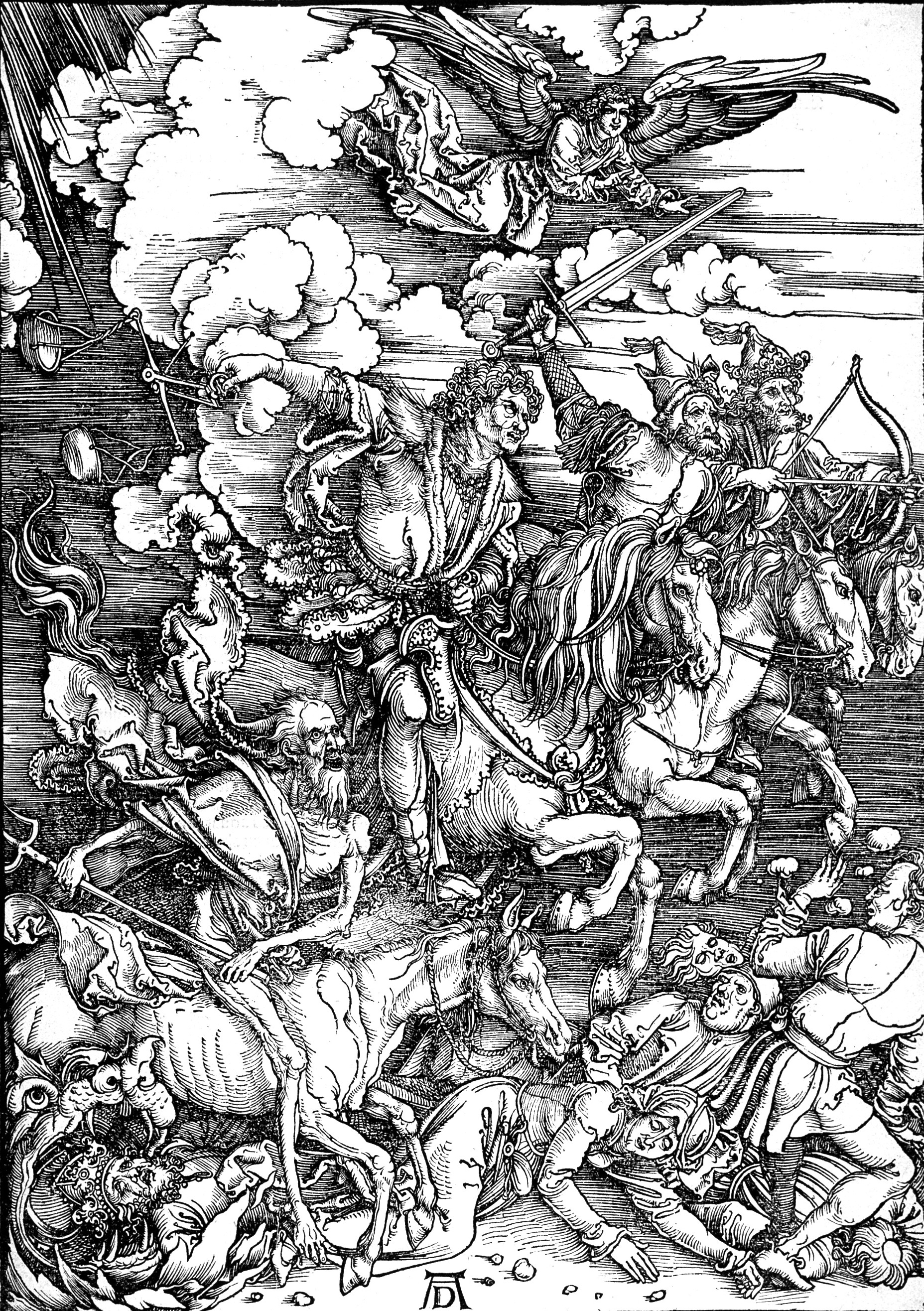
Albrecht Dürer – Czterej jeźdźcy Apokalipsy

Eschatologia chrześcijańska (z greckiego έσχατος /eschatos/ – „ostatni” + λόγος /logos/ – „słowo”) – doktryna religijna dotycząca końca istnienia kosmosu i człowieka, a także dział teologii chrześcijańskiej traktujący o tzw. rzeczach ostatecznych człowieka, jak i świata (śmierci, końcu świata). Eschatologia zajmuje się również życiem pośmiertnym człowieka, w którym to dusza zostanie osądzona i otrzyma karę lub nagrodę.
W literaturze z kręgu europejskiego (szczególnie średniowiecza) rozwinęły się kazania, pieśni i dialogi eschatologiczne. Kaznodzieje, myśliciele, artyści znajdowali w wyobrażeniach nieba i piekła jeden z istotniejszych sposobów wpływania na powszechne wzmacnianie wiary i poprawę moralności. 
Termin eschatologia został zaproponowany w XVII wieku przez luterańskiego teologa Abrahama Calova, autora pracy „Eschatologia sacra”, w której przedstawiał rozważania na temat śmierci, końca świata, zmartwychwstania oraz Sądu Ostatecznego. Termin został upowszechniony dopiero w XIX wieku, kiedy zaczęto go powszechnie używać w teologii chrześcijańskiej.

## Eschatologia w Biblii
Biblia jest źródłem ukazującym wieloaspektowe kierunki przemiany dotychczasowego biegu historii, a także całej doczesności.

### Stary Testament
Współczesna biblistyka stosuje termin eschatologia różnym znaczeniu: eschatologii zrealizowanej, przyszłej, apokaliptycznej i prorockiej, wertykalnej lub horyzontalnej, i opisuje tym określeniem różne myśli eschatologii starotestamentalnej i międzytestamentalnej. Termin ten jest odnoszony do historii i przyszłości narodu wybranego, ale także do opisania interwencji Boga, która ma inicjować przemianę lub zniszczenie doczesności, sąd ostateczny i zmartwychwstanie, które mają wieźć ku czasom ostatecznym i trwałej egzystencji człowieka.
O nadużywaniu terminu eschatologia pisał Jean Carmignac, biblista, tłumacz manuskryptów wspólnoty qumrańskiej. Postulował, by zrezygnować z jego używania, a inni autorzy proponowali rewaloryzację tego terminu i wypracowanie bardziej precyzyjnego określenia technicznego, jednak te postulaty nie doczekały się realizacji.
Pochodzące greki odpowiedniki terminu eschatologia mają znacznie węższe znaczenie niż hebrajski rzeczownik adiaron oraz przymiotnik adiarit. Hebrajskie terminy opisują szeroko rozumiane następstwo w czasie i przestrzeni aż do momentu końcowego. Najbardziej charakterystyczne sformułowanie hebr. ‏acharit hajjamim‎ („przy końcu dni”), występujące w różnych księgach Starego Testamentu (Rdz 49,1; Lb 24,14; Jr 23,20; 30,24; Ez 38,16; Dn 2,28; Dn 10,14) wskazuje na odległą perspektywę przyszłą, lecz nie określa wyraźnie absolutnego kresu świata, o którym wspominali inni autorzy ksiąg Starego Testamentu (np.: Ps 102,26-27; Iz 24,18-20). Także ksiąg z okresu apokaliptyki, w których używano tego określenia jako technicznego, stosowanego zamiennie ze słowem hebr. ‏kes‎ („koniec”). Terminy te były jednak stosowane na raczej na opisanie końca pewnej epoki niż końca świata (np. Dn 12,13).
Najstarsze tradycje teologii Starego Testamentu zawierały zarówno obietnice, jak i jej spełnienie: dla Abrama (Rdz 12,1-3, z nawiązaniem w: Rdz 18,18; 22,18; 26,4; 28,14; 48,20; Jr 29,22), a później dla całego narodu obietnica wprowadzenia do „ziemi żyznej i przestronnej, do ziemi, która opływa w mleko i miód" (Wj 3,8), która spełniała się poprzez wyjście Izraelitów z Egiptu. 
Przymierze zawarte na Synaju uzależniało realizację obietnic od wierności narodu wybranego i zachowywania Prawa. Owa realizacja zaczęła być łączona z ekspansją Izraela i zbawczej przyszłości upatrywano w triumfach nad nieprzyjaciółmi – bez względu na moralną i religijną postawę narodu. Prorocy piętnowali te iluzje i głosili, że przyszły sąd Boga nie będzie się toczył tylko nad wrogimi narodami, ale także nad samym Izraelem. Spodziewany dzień zwrotny stopniowo nabierał znaczenia ponad-historycznego, czy nawet kosmicznego (Iz 13,5.9.11-13). Oczekiwanie przyszłego dopełnienia, którego miał dokonać Mesjasz zostało zapoczątkowane przez Izajasza (Iz 7-11). Udział w zbawczej interwencji miała mieć Reszta Izraela (Iz 4,3; 6,13; 11,11; 37,31-32).

### Nowy Testament
Kerygmat Jezusa głosił, że przybliżyło się Królestwo Boże, a wraz z nim nadchodzą czasy ostateczne. Jezus Chrystus zwracał się głównie do tego, co małe, zgubione, ubogie (Łk 4,18; 6,20-22). Głosił, że wydarzenia ostateczne poprzedzą szczególne znaki na niebie i ziemi. Nastąpią prześladowania i różne wydarzenia katastroficzne. Między innymi zburzenie Jerozolimy, wraz ze Świątynią. Człowiek ma wpływ na swój przyszły los eschatologiczny – wyznaczać go ma postępowanie, wiara i trwanie przy nauce Jezusa, zaś porzucenie tej drogi ma oznaczać sąd i potępienie. Nie została jednak dokładnie przedstawiona ani natura przyszłego szczęścia (obrazowała ją między innymi metafora godów weselnych (Mt 19,28; Mk 10,29)), ani natura potępienia. Z braku zapowiedzi kiedy ma nastąpić owo bliskie (Mk 1,15; Łk 10,9.11, Mk 9,1) dopełnienie czasu eschatologicznego wynika potrzeba ustawicznego czuwania i zachowania gotowości (Mt 1,15-16; Mk 13,28; Łk 10,9.11).
Według Pawła z Tarsu chrześcijanin jest nowym stworzeniem (2 Kor 5,17; Ga 6,15), a tym samym już żyje w czasach ostatecznych. Życie doczesne upływa na ścieraniu się ducha z ciałem (Rz 7), a tryumf ducha ma przyjść w dniu paruzji (Kol 3,3). Paweł nie określał natury zmartwychwstania ciał, a ograniczył się do zapewnienia, że „wszyscy będziemy odmienieni” (1 Kor 15,51).

#### Biblijna eschatologia indywidualna
Analizując założenia biblijnej eschatologii indywidualnej, Augustyn Jankowski OSB uważał, że dychotomiczny podział dusza-ciało nie był obcy objawieniu Starego Testamentu. Hebrajska wizja człowieka nigdy nie utożsamiała człowieka z ciałem na sposób monistyczny. Gdy przyszło jej skonfrontować się z helleńską wizją człowieka nietrudno było jej przyjąć dualistyczną terminologię, aby lepiej wyrazić intuicje teologiczne, dotyczące losu człowieka po śmierci. Dwie księgi ST, Księga Mądrości oraz 2 Księga Machabejska, są świadkami tej asymilacji dokonanej bez sprzeniewierzenia się własnej tradycji. Wtórowały im poza kanoniczne rabinackie komentarze Pisma Świętego. Jezus wszedł w ten sam nurt, czego dowodzi logion znajdujący się w Ewangeliach synoptycznych:

Nie bójcie się tych, którzy zabijają ciało, lecz duszy zabić nie mogą. Bójcie się raczej tego, który duszę i ciało może zatracić w piekle (Mt 10,28; por. Łk 12,4n

Według A. Jankowskiego OSB, również apostołowie podjęli tę wizję człowieka, jak np. Paweł w 1 Tes 5,23. Także Piotr obracający się w środowisku judeo-chrześcijańskim, mówi o duszach (duchach) przebywających w więzieniu, gdzie duchy odpowiadałyby starotestamentalnym cieniom, / hebr. ‏ra-fa-im‎ /, więzienie zaś szeolowi:

Chrystus... zabity wprawdzie na ciele, ale powołany do życia Duchem. W nim poszedł ogłosić [zbawienie] nawet duchom zamkniętym w więzieniu, niegdyś nieposłusznym, gdy za dni Noego cierpliwość Boża oczekiwała, a budowana była arka, w której niewielu, to jest osiem dusz, zostało uratowanych przez wodę. Teraz również zgodnie z tym wzorem ratuje was ona we chrzcie nie przez obmycie brudu cielesnego, ale przez zwróconą do Boga prośbę o dobre sumienie, dzięki zmartwychwstaniu Jezusa Chrystusa (1 P 3,19-21).

Również w 1 P 5,9 Piotr Apostoł mówi o zbawieniu dusz (psyche), które nie są symbolem całego człowieka, w tym przypadku Apostoł miał na myśli konkretny duchowy element człowieka: gdy osiągnięcie cel waszej wiary - zbawienie dusz.

## Ojcowie Kościoła

### Augustyn z Hippony
Eschatologiczne poglądy Augustyna z Hippony (354–430) miały znaczący wpływ na całą późniejszą tradycję chrześcijańską. Ważnym wkładem było zwłaszcza jego rozumienie czasu w życiu człowieka, które szeroko omówił w XI księdze Wyznań oraz obszerna teologia historii przedstawiona w Państwie Bożym. Istotnym elementem jego eschatologii było również zmartwychwstanie ciała. W nauczaniu na ten temat, według Davida G. Huntera, „bardziej niż w innych kwestiach, myśl Augustyna odeszła od «spirytualizmu» tak manichejczyków, jak i platończyków”.
Cała teologia Augustyna miała charakter eschatologiczny. Ukierunkowanie, światło i znaczenie dla najważniejszych tematów teologicznych podejmowanych przez siebie, jak teologia łaski, eklezjologia, refleksja nad historią w świetle wiary, Augustyn znajdował właśnie w eschatologii.

## Eschatologia w teologii
W teologii eschatologia jest pojmowana jako doktryna o ziemskim kresie dwuwymiarowego istnienia świata i człowieka, od stworzenie świata przez wcielenie, śmierć i zmartwychwstanie Jezusa, po końcową realizację podczas paruzji przez osiągnięcie zbawienia. Doktryna obejmuje zagadnienia związane z duszy ludzkiej, śmierci, sądu szczegółowego, nieba, czyśćca, piekła, oraz sądu ostatecznego i zmartwychwstania ciał. Stanowi końcowy traktat teologii systematycznej.

### Doktryna katolicka
Katolicka doktryna eschatologiczna kształtowała się przede wszystkim na wypowiedziach biblijnych. Przyjmuje poglądy wyrażone w Apostolskim symbolu wiary, Nicejsko-konstantynopolitańskim wyznaniu wiary, Atanazjańskim symbolu wiary, Toledańskim symbolu wiary, w orzeczeniach Soboru laterańskiego IV, Wyznaniu wiary Michała VIII Paleologa, Konstytucji Benedictus Deus Benedykta XII, deklaracjach Soboru bazylejsko-ferrarsko-florenckiego, Soboru trydenckiego i Soboru watykańskiego II. Koncepcje eschatologiczne miały korzenie w objawieniu chrześcijańskim, ale ewoluowały wraz z pojawieniem się ruchów gnostyckich, montanickich i millenarystycznych, a także poglądów Joachima z Fiore.
W czasach apostolskich koncepcja eschatologiczna była ożywiana przez spodziewanie się szybkiej paruzji. Odzwierciedlały to teksty Didache i 1. List Klemensa do Koryntian.

#### Pojęcie
W teologii katolickiej eschatologia jest traktatem teologii dogmatycznej. Jako taka syntetyzuje i wyjaśnia w świetle wiary zagadnienia dotyczące ostatecznego jednostkowego losu człowieka oraz ostatecznego przeznaczenia i celu wyznaczonego przez Boga całej ludzkości i całej rzeczywistości stworzonej. Eschatologia mówi o rzeczach ostatecznych, to znaczy o rzeczywistości, która następuje po życiu ziemskim człowieka lub po zakończeniu historii całej ludzkości. Ten dwojaki punkt odniesienia jest podstawą do zrozumienia katolickiego pojęcia eschatologii. 
W historii teologii stosowano rozmaite kryteria podziału eschatologii, łączono ją też nieraz z innymi traktatami teologicznymi. Z punktu widzenia całej chrześcijańskiej tradycji, największe znaczenie należy przyznać podziałowi na eschatologię ogólną i indywidualną. Eschatologia ogólna (powszechna) zajmuje się wydarzeniami, mającymi nastąpić przy końcu historii, do których zalicza się paruzję (powtórne przyjście) Chrystusa, zmartwychwstanie, sąd powszechny (ostateczny), przeobrażenie kosmosu oraz niebo i piekło jako definitywne sposoby realizacji zbawienia lub potępienia po wskrzeszeniu zmarłych. Eschatologia indywidualna obejmuje śmierć człowieka, sąd jednostkowy oraz dalsze życie człowieka po śmierci, rozumiane zazwyczaj jako kontynuacja istnienia duszy pozbawionej ciała, ale zachowującej relację do ciała zmartwychwstałego. 
Biorąc pod uwagę dane objawienia, wyróżniamy w eschatologii dwie fazy: eschatologię końcową następującą po zakończeniu historii i eschatologię pośrednią tzn. tę, która ma miejsce między śmiercią człowieka a końcem czasów, aż do zmartwychwstania.

##### Historia traktatu
Pierwszy traktat teologiczny o rzeczach ostatecznych, który znamy, został napisany w Hiszpanii przez biskupa Juliana z Toledo i był zatytułowany Prognosticon futuri saeculi. Wpływ tego dzieła na teologię średniowieczną był ogromny. Po okresie zapomnienia został na nowo odkryty w czasie kontrowersji protestanckiej.
Kiedy traktat o eschatologii zostaje włączony w wielkie syntezy teologiczne średniowiecza, zawsze umieszczany jest na końcu oraz według dwojakiej zasady systematyzacji: starszej „historyczno-biblijnej” oraz młodszej „naukowej”. Przykładem tej pierwszej jest De sacramentis christianae fidei Hugona ze św. Wiktora (koniec w. XI–1141), w którym teologia jest pojmowana jako ciągły wykład historii zbawienia. Systematyzację wiedzy z teologii typu ideologicznego, która odchodzi od porządku historiozbawczego, zainicjował Piotr Abelard (ok. 1079–1142).
W największej syntezie teologicznej średniowiecza, w dziele Tomasza z Akwinu (1225–1274) Summa theologiae, brakuje traktatu o eschatologii, który miał zamykać trzecią część dzieła. Jest jednak rzeczą pewną, że św. Tomasz miał zamiar zamknąć Summę właśnie tym traktatem. Dzieło Doktora Anielskiego zostało uzupełnione o eschatologię przez jego studenta i współpracownika Reginalda z Piperno w tzw. Supplementum. W Summie św. Tomasza, zauważyć można odniesienia do eschatologii we wszystkich traktatach. W traktacie o atrybutach Boga św. Tomasz mówi o wizji uszczęśliwiającej, w części moralnej ukazuje łączność tejże teologii z nadzieją eschatologiczną. Mówiąc o łasce, traktuje ją jako początek chwały. Słowa Chrystusa :”Ja jestem drogą” (J 14,6) są dla św. Tomasza wyrażeniem łączącym chrystologię z eschatologią. Chrystus poprzez swoje zmartwychwstanie już zapoczątkował stan chwały.
W XVI w. począwszy od F. Suáreza zaczyna się tendencja do nazywania traktatów „O Bogu...”. Zamiast traktatu o rzeczach ostatecznych - traktat o Bogu, który wiedzie swe dzieło ku wypełnieniu itd.
W XIX w. używane są nazwy De Deo consummatore i De novissimis, ale pojawia się też nowa nazwa - eschatologia. Jako pierwszy wśród teologów katolickich, jak się wydaje, terminu tego użył F. Oberthür.
Formuła „traktat o rzeczach ostatecznych” ma swoje źródło w Syr 7,36 (Wulg.): We wszystkich sprawach pamiętaj o rzeczach ostatecznych a nigdy nie zgrzeszysz. Wulgata oddaje tu wiernie tekst LXX, podczas gdy tekst hebrajski mówi o kresie (w liczbie pojedynczej). Przedmiotem traktatu są rzeczy ostateczne, rzeczy, które dotyczą człowieka począwszy od jego śmierci. Prawdopodobnie pod wpływem wielkich katechizmów i podręczników XVI w. pojawiła się tendencja do wyliczania czterech rzeczy ostatecznych: śmierci, sądu, piekła i nieba. Takie ujęcie sprawy sprowadza się praktycznie do eschatologii indywidualnej. Michael Schmaus jako pierwszy dokonał pewnego przewartościowania. Podkreślił przewagę rzeczy ostatecznych dotyczących świata, czyli paruzji i zmartwychwstania, nad wydarzeniami dotyczącymi eschatologii indywidualnej.

### Doktryna prawosławna
W prawosławiu eschatologia nie stanowi odrębnego traktatu, ale jest punktem odniesienia dla całej teologii i wykazuje żywy związek z nauką o stworzeniu, liturgią, duchowością, pneumatologią, soteriologią i eklezjologią. Ukazuje ukierunkowanie losów świata i człowieka i ku celowi, którym jest uczestnictwo w życiu Boga. Ma charakter paschalny.
Teologowie bizantyńscy unikali rozważań o pośmiertnych losach człowieka, a uwypuklali głównie eschatologiczne wydarzenia związane z paruzją. Ich zdaniem istotne wymiary eschatologii ulokowane są w samym centrum doświadczenia liturgicznego: w święcie Przemienienia Pańskiego i Wielkanocy. Odzwierciedla ją także motyw sądu w hymnologii prawosławnego wielkiego postu. Teologowie nie zaprzeczali poglądom o sądzie szczegółowym, który miałby się odbywać zaraz po śmierci człowieka. Uważali, że przed dniem powszechnego zmartwychwstania i sądu ostatecznego stanu szczęścia lub potępienia nie mogą osiągnąć ani sprawiedliwi, ani grzesznicy.
W XVII-XIX w. wpływ na prawosławne rozumienie eschatologii wywarły poglądy katolickie i prawosławne. Konsekwencją były wyznania wiary patriarchy Konstantynopola Cyryla Lukarisa, prawosławnego patriarchy Jerozolimy Dozyteusza i prawosławnego metropolity kijowskiego Piotra Mohyły, którzy przyjmowali poglądy o natychmiastowej nagrodzie lub karze po śmierci.
XVIII w. moskiewscy i kijowscy teolodzy występowali przeciw doktrynie Lutra i Kalwina – powołując się na wczesnochrześcijańskie pogląd, że męczennicy bezpośrednio po śmierci trafiają do nieba – bronili przekonania o nagrodzie dla świętych zaraz po śmierci i o tym, że dusze męczenników niezwłocznie trafiały do nieba. Przyjmowali pogląd o fazie oczyszczenia po śmierci w czyśćcu, wprowadzając w nim jedynie nieznaczne modyfikacje. Na przełomie XIX i XX w. eschatologia prawosławna przeżyła odrodzenie. Pomogła w tym świadomość odnowienia prawosławnej doktryny teologicznej, zakorzenionej w tradycji patrystycznej i bizantyńskiej.
Cerkiew prawosławna podkreśla zbawczą rolę zmartwychwstania Chrystusa jako źródła eschatycznego przeobrażenia świata jako nowe stworzenie, powstania nowego człowieka i ostatecznej paschy w czasie nastania paruzji, a owe wydarzenia traktuje jako urzeczywistnienie doczesnego sakramentalnego uczestniczenia Kościoła misterium paschalnym.

### Doktryna protestancka
Protestancka doktryna eschatologiczna podlegała przemianom. W początkowym okresie reformacji inspirowały ją idee apokaliptyczne, powrót do źródeł biblijnych ze szczególnym oparciem się na realistycznych wypowiedziach eschatologicznych z Ewangelii i Listów Pawła, a odejściem od analizy Apokalipsy Jana. Luter wiązał eschatologiczne oczekiwania z chrystologią i soteriologią, a związek życia, śmierci i życia eschatycznego wywodził z krzyża i zmartwychwstania Chrystusa, który stanowił dla wiernych most przejścia z życia do dnia ostatecznego podczas śmierci człowieka. Z tego powodu Luter opowiadał się przeciwko katolickiej nauce o czyśćcu. Luterańskie Księgi symboliczne podkreślają idee eschatologiczne, a sformułowania art. XVII Augsburskiego wyznania wiary (a także apologetycznego O przyjściu Chrystusa na sąd) są zbieżne z wczesnochrześcijańskimi wyznaniami wiary.
Zasadniczo inni przedstawiciele reformacji formułowali podobne poglądy na temat eschatologii co Luter, ale Kalwin (ze względu na silne poglądy predestynacjanistyczne) dystansował się od eudajmonistycznych przekonań o szczęściu wiekuistym, a Zwingli podkreślał raczej realizujący się w doczesnym Kościele związek eschatologii z relacją z Bogiem.
W późniejszym okresie w łonie kalwinizmu i pietyzmu odnowiły się poglądy millenarstyczne, a rozwijający się racjonalizm nie sprzyjał biblijnemu umacnianiu eschatologii. Wpływ na kształtowanie się poglądów na temat eschatologii miały lokalne zapatrywania (np. ożywienie pietystycznej apokaliptyki pod wpływem wirtemberskiego biblicyzmu, czy pojmowanie przez przedstawicieli liberalnej teologii jako pewnego rodzaju formę filozofii dziejów). W końcu XIX w. Albert Schweitzer i Johannes Weiss skierowali swoje poglądy na eschatologiczny charakter całego przepowiadania Jezusa.

### Doktryna Świadków Jehowy
Świadkowie Jehowy wierzą, że informacje o rzeczach ostatecznych człowieka i świata zawarte są wyłącznie w Piśmie Świętym; nie mogą być one wytworem ludzkiego umysłu, opierać się na tradycji sprzecznej z Biblią lub na ludzkiej filozofii. W związku z tym prowadzą na całym świecie działalność kaznodziejską, głosząc dobrą nowinę o zbliżającym się objęciu władzy nad światem przez realny rząd Boży, Królestwo Boże (jako główne orędzie Biblii), który jest jedyną nadzieją dla ludzkości. Wierzą, że wkrótce usunie ono z ziemi zło wraz ze wszystkimi ludzkimi rządami i religiami oraz zaprowadzi nowy świat, w którym zapanuje sprawiedliwość i pokój. Zbawieni mają żyć na Ziemi w przywróconym raju jako poddani tego Królestwa. Świadkowie Jehowy wierzą, że Jehowa Bóg, poprzez swego Syna, Jezusa Chrystusa, który oddał swoje życie w ofierze za nasze grzechy, zapewni wszystkim prawdziwym chrześcijanom wybawienie z teraźniejszego, niegodziwego świata oraz wyzwolenie z niewoli grzechu i śmierci. Aby zyskać zbawienie, trzeba też zmienić swoje postępowanie i zostać ochrzczonym, zyskuje się je dzięki „niezasłużonej życzliwości Bożej” (Galatów 2:16, 21). Wierzą, że pierwotnym zamierzeniem Bożym wobec Ziemi było, aby została w całości zaludniona czcicielami Stwórcy i że Bóg nie zmienił swojego zamierzenia co do ludzi i Ziemi. Wierzą, że w momencie końca systemu rzeczy, tj. kiedy Boża wojna ogólnoświatowa Armagedonu (wojna w Wielkim Dniu wszechmogącego Boga [Obj 16:14, 16]) zniszczy zło tego świata i tych z ludzi, którzy nie spełniają wymagań Jehowy, zbawione osoby będą cieszyć się życiem wiecznym jako doskonali ludzie, a wszyscy zmarli, zachowani w pamięci Bożej, zostaną wskrzeszeni. Świadkowie Jehowy wierzą, że śmierć jest następstwem grzechu odziedziczonego po Adamie. Ponieważ człowiek według Biblii jest duszą (hebr. נֶפֶש nefesz), a nie „posiada duszę” („ma duszę”), więc śmierć człowieka to śmierć duszy. Śmierć jednego jest synonimem śmierci drugiego. Ustają wszelkie funkcje życiowe, umarli nie mogą nic czuć ani w żaden sposób wpływać na żyjących.